# Halton Arp
Halton Christian Arp, detto Chip (New York, 21 marzo 1927 – Monaco di Baviera, 28 dicembre 2013), è stato un astronomo statunitense, dal 1983 al Max-Planck-Institute di Monaco.
È noto per il suo Atlas of Peculiar Galaxies pubblicato nel 1966 che (ma questo sarebbe apparso evidente solo in seguito) cataloga molti esempi di galassie in interazione.
Arp è anche noto per essere stato un critico della teoria del Big Bang, sostenendo invece una cosmologia non in linea con il modello accettato dalla maggioranza dei suoi colleghi (una cosmologia non standard), per cui dovette trasferirsi in Germania e lavorare lontano dall'ambiente scientifico; il disaccordo era in particolare per quanto riguarda il redshift, lo spostamento verso il rosso cosmologico, secondo Halton Arp dovuto all'età degli oggetti e non alla distanza. Era difatti uno dei sostenitori della teoria dell'universo statico (basata sulla prima visione della relatività generale di Einstein), con un suo modello integrato con la teoria dello stato stazionario e una sua spiegazione cosmologica (redshift periodico intrinseco), che negava l'espansione metrica dello spazio e la legge di Hubble, e tutte le sue conseguenze nel modello standard della cosmologia (inflazione, energia oscura, materia oscura, radiazione cosmica di fondo, ecc.); aderì solo parzialmente anche alla teoria dello stato stazionario, dove eventuali espansioni hanno carattere solo locale. Arp raccolse le sue analisi e scoperte in diversi volumi, tra cui quello che è ritenuto la summa del suo lavoro contro la teoria del Big Bang, Seeing Red. L'universo non si espande, pubblicato nel 1998.

## Vita e carriera
Halton Arp nacque a New York il 21 marzo 1927, lontano cugino del pittore francese Jean Arp. Consegue la laurea all'Università Harvard nel 1949, e il Ph.D. al Caltech nel 1953. In seguito diventa membro del Carnegie Institute di Washington nel 1953, conducendo ricerche all'osservatorio di Monte Wilson e all'osservatorio di Monte Palomar. Si è sposato tre volte (l'ultima con Marie-Helene Arp, astronoma tedesca), ha avuto quattro figlie (Kristana, Alissa, Andrice, nota autrice di fumetti, e Delina) e cinque nipoti.
Nel 1955 Arp divenne assistente di ricerca presso l'Università dell'Indiana; più tardi, nel 1957, entrò nello staff del Palomar, dove ha lavorato per 29 anni. Esperto di distanze astronomiche, ha osservato da Palomar soprattutto i quasar e certe galassie particolari: nel 1960 per le sue ricerche ha vinto il Premio Helen B. Warner per l'Astronomia, riservato a scienziati che si siano distinti prima del compimento del loro trentacinquesimo anno.
Nel 1983, dopo la rottura con i colleghi e superiori a Monte Palomar, si trasferisce in Europa e si unisce allo staff dell'Istituto Max Planck a Monaco di Baviera in Germania dove continua a svolgere la sua attività scientifica fino alla sua morte (28 dicembre 2013), avvenuta per polmonite.

### Visione personale
Halton Arp era ateo, ed inoltre oppositore accanito del creazionismo come la maggioranza degli scienziati, di cui, secondo lui, il Big Bang era però la versione "scientificizzata" e cosmologica (critica in origine di Fred Hoyle, che a differenza di Arp avanzò anche critiche alle prove dell'evoluzione biologica). Oltre a vederne difetti scientifici e osservativi, Arp vedeva quindi anche un problema filosofico rispetto all'universo senza inizio come lo stato stazionario e l'universo statico; oltre che alla legge di Hubble sull'espansione metrica dello spazio fu molto ostile alle teorie speculative della cosmologia standard quali multiverso, universo ciclico, materia oscura ed energia oscura, e inflazione cosmica, dominanti dagli anni 1990 in poi.

## Quasar e redshift

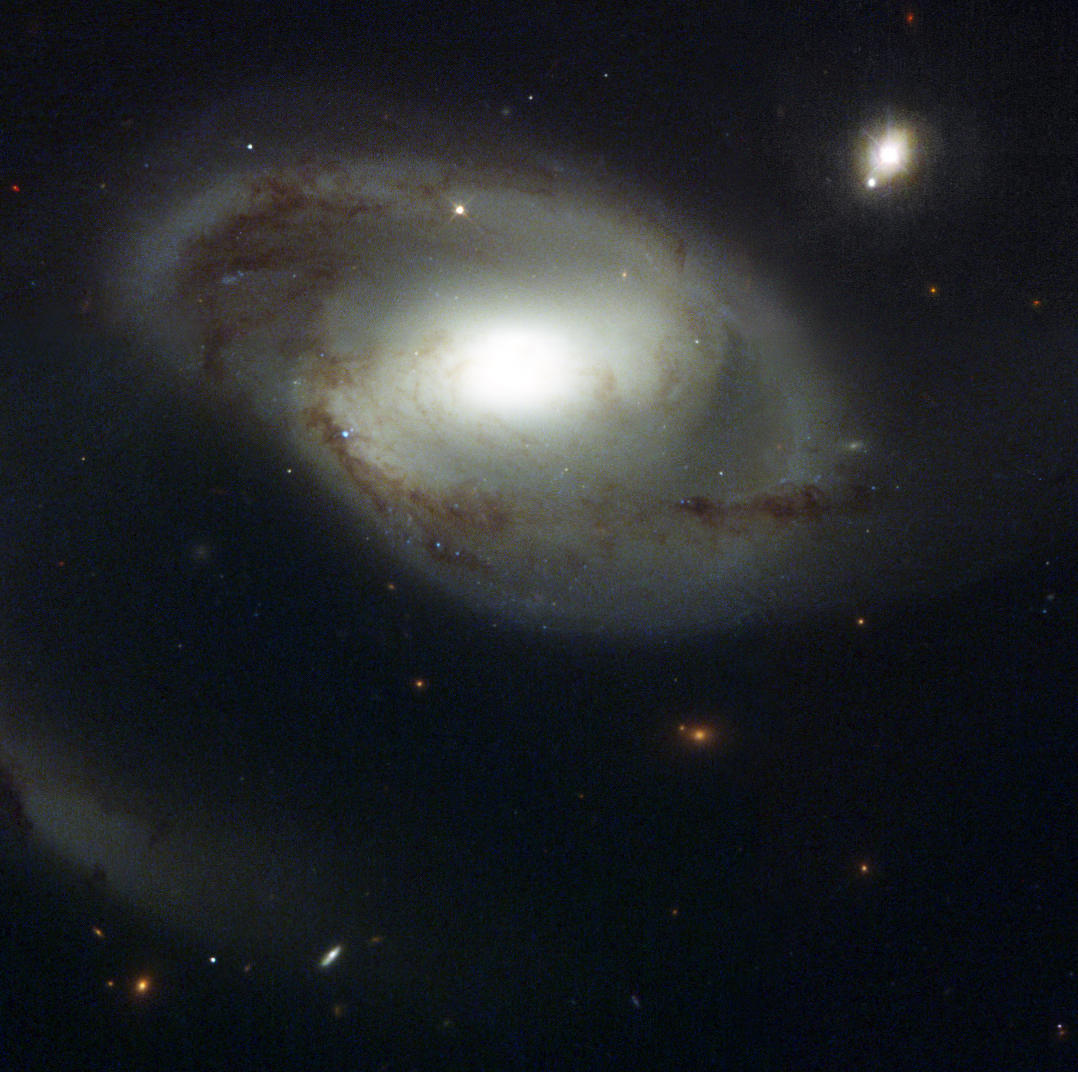
NGC 4319 e Markarian 205, con redshift diverso ma collegati da un "ponte di materia", il più importante esempio di "redshift discordante" portato da Arp nei suoi scritti.

Arp era un sostenitore dell'universo statico. Un suo importante campo di indagine astronomica riguarda le quasar, oggetti cosmici con un elevatissimo redshift. Secondo la teoria dominante, la teoria di Maarten Schmidt, ciò può significare solo una cosa: questi oggetti si stanno allontanando da noi ad altissima velocità e si trovano agli estremi confini dell'universo. Ma secondo Arp, se si evidenziano nelle foto e nelle rilevazioni i collegamenti tra i quasar ad elevato redshift ed alcune galassie a basso redshift, ecco che decenni di teorie e revisioni cadono. Per risolvere questo problema, che avrebbe colpito le basi della teoria del Big Bang, si è ipotizzato che la differenza nei redshift sia dovuta al fatto che queste due galassie,  generalmente molto attive, abbiano "espulso" il quasar; a questo punto la differenza dei redshift non sarebbe da attribuire a cause cosmologiche, ma a caratteri locali del sistema considerato. L'ipotesi di Arp, che egli espose nel 1960, è che le quasar siano oggetti locali eiettati dal nucleo di galassie molto attive (galassie di Seyfert), ma restino ad essi legati. Arp affermò che non si trattava di getti di materia derivanti da buchi neri ma di piccole galassie simili a nuclei galattici attivi, riciclatori di materia in maniera simile a buchi bianchi
Arp evidenzia come in alcune fotografie appaiano evidenti legami fisici fra le quasar e altre galassie, che secondo la legge di Hubble sono molto più vicine a noi di quanto non dovrebbero essere le quasar in questione. Inoltre Arp fa anche notare come le quasar non siano uniformemente diffuse nell'Universo a noi noto, piuttosto tendono a concentrarsi in zone dello spazio angolarmente poco distanti da un determinato tipo di altre galassie.
Galassie vicine, caratterizzate da forti emissioni radio e da una particolare morfologia, come la M87 e la NGC 5128, sembrerebbero confermare l'ipotesi di Arp.
L'implicazione dell'ipotesi è che il redshift di queste quasar debba avere un'origine non cosmologica, o intrinseca.
Arp spiega il redshift con la teoria della relatività generale di Albert Einstein e la teoria di Narlikar del 1977 (massa variabile) secondo la quale la massa delle particelle (e per estensione dei corpi che di particelle sono formati) aumenterebbe progressivamente nel tempo. Se ne deduce che una delle innumerevoli cause del redshift sarebbe quindi l'età delle particelle. Arp cita anche la teoria della quantizzazione del redshift come spiegazione del redshift delle galassie.
Nei suoi libri, Arp spiega alcune delle ragioni che lo portano a criticare la teoria del Big Bang, citando le sue ricerche sulle quasar.

### Arp nella comunità scientifica
Astronomo di rilievo sin dal 1965, la sua insistenza nell'affermare la natura non cosmologica del redshift lo ha portato ad essere di fatto emarginato dalla comunità astronomica internazionale.
Da quando Arp espose per la prima volta le sue teorie negli anni '60, la strumentazione astronomica e telescopica hanno fatto passi da gigante; è stato lanciato il telescopio spaziale Hubble, sono diventati operativi telescopi multipli da 8-10 metri come quello dell'Osservatorio di Keck. Questi nuovi telescopi sono stati utilizzati per esaminare più a fondo le quasar, ed ora è generalmente accettato che esse siano galassie molto distanti con un elevato redshift. Inoltre molte indagini, la più notevole delle quali quella effettuata sul Campo Profondo di Hubble, hanno trovato un gran numero di oggetti con un alto redshift che non sono quasar, piuttosto sembrano essere galassie "normali", come quelle trovate più vicino.
Infine l'evidenza a favore del redshift come misura di distanza e le conferme alla teoria del Big Bang sono ormai numerose e convincenti, mentre i casi di redshift discordante possono essere spiegati come allineamenti casuali di oggetti a distanze diverse.
Arp non riconobbe che le sue osservazioni potessero essere considerate un effetto statistico, e insistette nel sostenere che tutti i dati che confutano la teoria del Big Bang sono stati sistematicamente soppressi e si è modificata di volta in volta la teoria, oppure sono aumentate le ipotesi necessarie a sostenerla. Secondo l'astronomo, in ossequio al metodo scientifico come seguito da Galileo, Newton e Einstein ("Nessuna quantità di esperimenti potrà dimostrare che ho ragione; un unico esperimento potrà dimostrare che ho sbagliato"), era convinto che bastassero alcune falle o osservazioni discordanti per scardinare la teoria standard, sostenendo che fosse tenuta in piedi per ragioni di convenienza aggiungendo elementi al modello quando vi fossero mancanze. Pertanto, Arp rimase fedele alle sue idee e continuò a pubblicare articoli nei quali le riafferma, sia su pubblicazioni divulgative che in quelle scientifiche, spesso in collaborazione con i coniugi astronomi britannici Geoffrey e Margaret Burbidge o appoggiandosi alle teorie sulla massa di Jayant Vishnu Narlikar.

## Pubblicazioni
- Atlas of Peculiar Galaxies, 1966
- Quasars, Redshifts and Controversies, Interstellar Media (1º maggio 1987, II edizione aggiornata 1989). ISBN 0-941325-00-8
- Seeing Red: Redshifts, Cosmology and Academic Science (1998, III edizione del libro del 1987)
  - Seeing red. L'universo non si espande. Redshifts, cosmologia e scienza accademica, edizione italiana del libro del 1989, Apeiron (agosto 1998), edizione italiana Jaca Book, 2009 ISBN 0-9683689-0-5
- Catalogue of Discordant Redshift Associations, Apeiron (1º settembre 2003). ISBN 0-9683689-9-9
- G. Burbidge, E.M. Burbidge, H.C. Arp, W.M. Napier: Ultraluminous X-ray Sources, High Redshift QSOs and Active Galaxies. Preprint (2006)